# Piper triquetrum
Piper triquetrum är en pepparväxtart som beskrevs av Philipp Filip Maximilian Opiz. Piper triquetrum ingår i släktet Piper och familjen pepparväxter. Inga underarter finns listade i Catalogue of Life.